# Твярай
Твярай (лит. Tverai, жемайтийский: Tverā) — небольшой город (местечко) в Ретавском самоуправлении Литвы, центр Твярайского староства.
Расположен на реке Айтра, притоке Юры, примерно в 17 км к востоку от Ретаваса и в 14 км от Варняй.
Тверяй расположен в самом центре староства, на пересечении дорог из Ретаваса, Лаукувы (Laukuva), Варняй, Жаренай (Žarėnai).
Население 680 человек (2001). Сейчас Твярай, с населением около 560 человек, является столицей пожилых людей.
Город сохранил строения в жемайтийском стиле.
Церковь явления Девы Марии (Tverų Švč. Mergelės Marijos Apsilankymo bažnyčia) — одна из крупнейших деревянных церквей Литвы с кладбищенскими воротами в стиле жемайтийского барокко и каменной колокольней.

## История

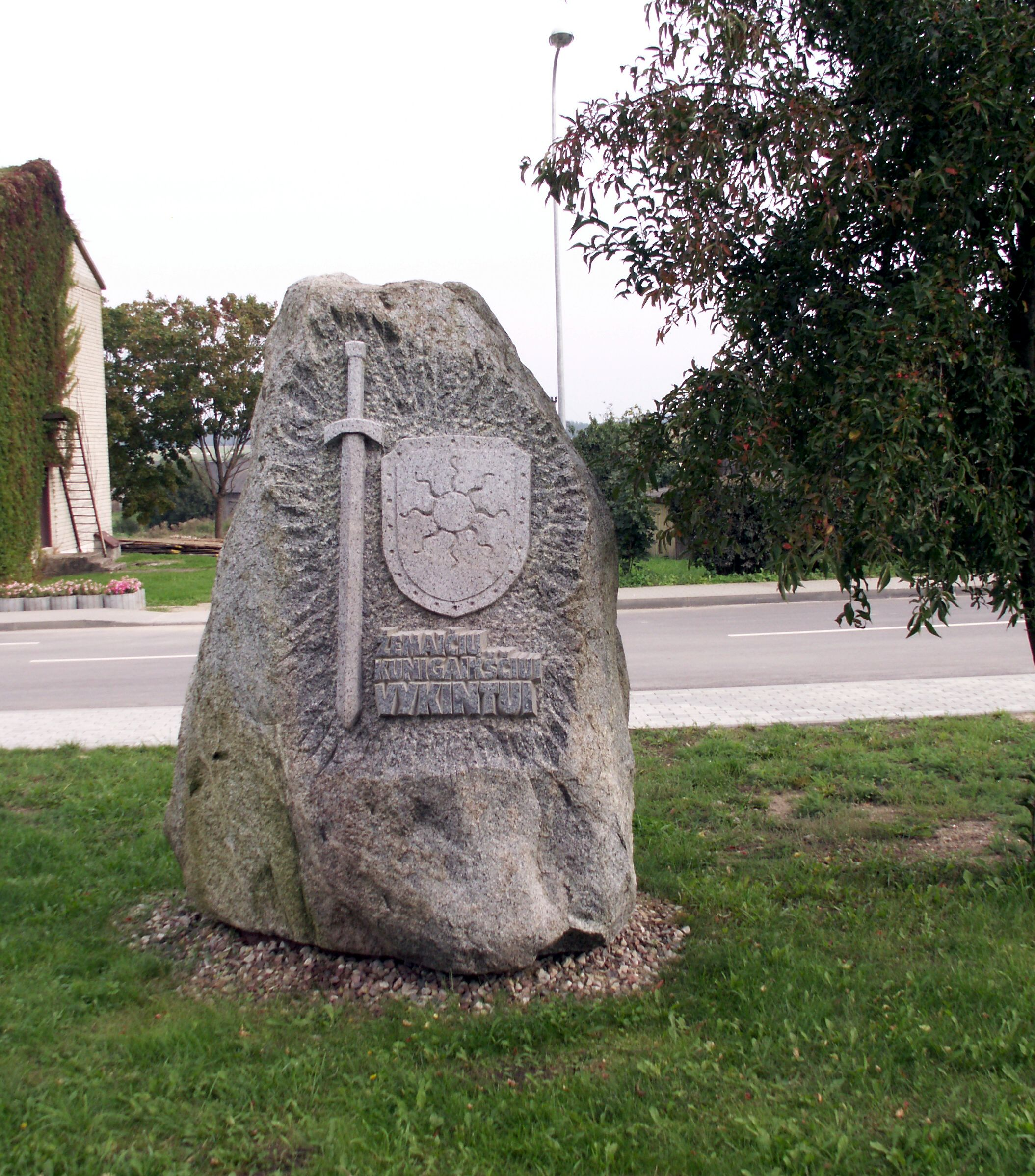
Памятник Викинту (установлен в 2005 г.)

Твярай впервые упоминается в 1251 году в Ипатьевской летописи, где описан как замок-крепость Тверимет), где Викинт, князь Жемайтии и победоносный вождь в битве при Сауле, защищался от Миндовга, коронованного литовским королем в 1253 году во время гражданской войны за власть в раннем Великом княжестве Литовском. Викинт потерпел поражение, и Миндовг стал бесспорным монархом.
В документе о разделе земель между прусской и ливонской ветвями Ордена, утвержденном магистром Ордена Бурхардом фон Швенденом, упоминается «земля Тверки» (terra Twerkite).
В конце XIX века Тверай[уточнить] был центром Расейняйского уезда Тверайской волости Российской империи.
Во время Второй мировой войны летом и осенью 1941 года здесь была убита группа евреев.
В годы ЛССР Твярай был центром района, центральным поселком колхоза.
В 1956 г. вместо бывших библиотек частных лиц и организаций открыта общественная библиотека. В 1957 г. в Твярай начал работу Дом культуры.
В 1959 г. Твярайская школа стала общеобразовательной.